# The Ben Stiller Show
The Ben Stiller Show var en amerikansk sketch komedie tv-serie, der blev sendt på FOX fra september 1992 til januar 1993 i USA. Det var et spin-off fra MTV-serien af samme navn. I showet medvirkede Ben Stiller, Andy Dick, Janeane Garofalo og Bob Odenkirk. Karakterskuespilleren John F. O'Donohue optrådte også et enkelt afsnit. Den havde adskillige komiske indslag, med mange parodier fra midten af 1980'erne til starten af 1990'ernes popkultur. Trods de fleste gode anmeldelser, aflyste FOX serien efter kun 12 afnsit, på grund af lave ratings.
Forskelligt fra andre sketch komedie showes brugte The Ben Stiller Show ikke et studio audience eller a Dåselatter. Dette var det eneste FOX sketch komedie program, der ikke brugte dåselatter. Semi-spinoffet, The Andy Dick Show, brugte samme format.
After aflysningen vandt serien i 1993 en Emmy Award for Outstanding Writing in a Variety Series.  

## Afsnitliste
1. The Premiere
2. With Bobcat Goldthwait
3. With James Doohan
4. On Melrose Avenue
5. With Colin Quinn
6. With Sarah Jessica Parker
7. With Rob Morrow
8. With Flea
9. With Garry Shandling
10. With Dennis Miller
11. At the Beach
12. The Last Fox Episode
13. The Lost Episode (not part of the original run)